# جان پاتیتوچی
جان پاتیتوچی (به ایتالیایی: John Patitucci) (زادهٔ ۲۲ دسامبر ۱۹۵۹) نوازندهٔ کنترباس سبک جَز و گیتار باس فیوژن اهل آمریکا است. پاتیتوچی در سال ۲۰۰۶ به‌همراه گروه ۴نفرهٔ وین شارتر و برای آلبوم فراتر از دیوار صوتی برندهٔ جایزهٔ گرمی «بهترین آلبوم بدون کلام جَز» شده است.
پاتیتوچی که تبار ایتالیایی دارد دوران کودکی و نوجوانی‌اش را در کالیفرنیای شمالی گذراند و از ۱۱ سالگی نواختن باس را آغاز کرد. در سال ۱۹۷۸ به جنوب کالیفرنیا نقل مکان کرد و مابین سال‌های ۱۹۸۲ تا ۱۹۸۴ با هنرمندانی همچون لری کارلتون، استن گتز، ارنی واتس، رابن فورد، تام اسکات و فردی هابرد همکاری می‌کرد.
در سال ۱۹۸۵ و زمانی‌که همکاری‌اش با چیک کریا را آغاز کرد به‌عنوان یک نوازندهٔ چیره‌دست مطرح شد. او در سال‌های آغازین دههٔ ۱۹۹۰ میلادی از چیک کریا الکتریک بند جدا شد، اما همکاری‌اش به‌صورت محدود با چیک کریا ادامه پیدا کرد. پاتیتوچی تابه‌امروز بیش از ۱۰ آلبوم شخصی منتشر کرده است.